# Elio Petri
Pour les articles homonymes, voir Elio (homonymie) et Petri.
Elio Petri, né le 29 janvier 1929 à Rome et mort le 10 novembre 1982 dans la même ville, est un réalisateur, scénariste et critique cinématographique italien.
Personnalité célèbre du cinéma italien, il est l'auteur d'œuvres d'inspiration politique et de dénonciation sociale, dans lesquelles il met en exergue le rapport entre l'homme et l'autorité. Il dirige Gian Maria Volonté, son acteur préféré, dans les films À chacun son dû (1967), Enquête sur un citoyen au-dessus de tout soupçon (1970), La classe ouvrière va au paradis (1971) et Todo modo (1976).

## Biographie

### Jeunesse
Eraclio Petri,, est né à Rome, Via dei Giubbonari, dans une famille d'artisans : son grand-père et son père étaient artisans dans l'industrie du travail du cuivre. Sa mère travaillait dans une laiterie gérée par des parents. Avec eux vit une grand-mère qui a une certaine influence sur l'éducation répressive qu'Elio reçoit. C'est en partie pour cette raison qu'enfant, Elio, fils unique, passait son temps libre dans la rue. Dès son adolescence, il décide d'adhérer profondément aux idéaux de gauche, en rejoignant la fédération des jeunes du parti communiste italien (il retirera son adhésion au parti après les événements de l'insurrection de Budapest en signant le Manifeste des 101). Il avait une bonne relation avec son père, avec qui il allait souvent se baigner dans le Tibre le dimanche. En été, ils allaient aussi ensemble au bord de la mer, à Ostie, où ils passaient toute la journée.
Petri a déclaré dans une interview avec Dacia Maraini que les personnes suivantes ont eu une influence sur son éducation : sa mère pour le côté émotionnel, son père comme modèle social, et sa grand-mère pour sa rigueur morale.
À quinze ans, il se passionne pour le journalisme et le cinéma, ce qui l'amène à s'inscrire dans des ciné-clubs et à écrire dans les bulletins d'associations cinématographiques. Plus tard, en 1949, il commence à écrire dans l'Unità et dans Gioventù Nuova en tant que critique de cinéma.

### Les débuts
Par l'entremise de son ami Gianni Puccini, Petri fait la connaissance du réalisateur Giuseppe De Santis (« Mon seul maître de cinéma était Peppe ») qui lui demande de l'aider à mener une enquête, sous forme de dossier d'interviews, pour un film qu'il est en train de réaliser : Onze heures sonnaient (1952).
Il faisait partie des habitués de l'Osteria Fratelli Menghi, un lieu de rencontre réputé pour les peintres, les réalisateurs, les scénaristes, les écrivains et les poètes entre les années 1940 et 1970. Entre 1953 et 1960, Petri commence à collaborer au scénario de films de différents réalisateurs : outre Giuseppe De Santis, Giuseppe Amato, Guido Brignone, Aglauco Casadio, Veljko Bulajić, Enzo Provenzale, Carlo Lizzani, Gianni Puccini et Leopoldo Savona. Dans ces mêmes années, il fait ses premières expériences de mise en scène, en réalisant deux courts métrages : Nasce un campione (1954) et I sette contadini (1957).
À 32 ans, il tourne son premier long métrage, L'Assassin (1961), une analyse psychologique dans le milieu policier qui, malgré quelques problèmes avec la censure, est accueillie sous de bons auspices. Le protagoniste du film est incarné par Marcello Mastroianni, avec qui il s'était lié d'amitié lors du tournage de Jours d'amour de De Santis. Dès sa première œuvre, les thèmes fondamentaux de son cinéma sont déjà présents : la névrose et le pouvoir.

### DesJours comptésàUn coin tranquille à la campagne
En 1962, après avoir épousé Paola Pegoraro à Rome, il réalise Les Jours comptés, un film sur la crise existentielle d'un ouvrier plombier quinquagénaire romain qui bénéficie d'une prestation d'acteur remarquée de Salvo Randone, dans son seul rôle principal au cinéma. Pour son troisième film, il travaille avec Alberto Sordi dans Il maestro di Vigevano (1963), adapté du roman homonyme de Lucio Mastronardi (it).
En 1964, avec Giuliano Montaldo et Giulio Questi, il se consacre à la réalisation d'un documentaire sur vie nocturne interlope parisienne intitulé Nudi per vivere, qui est présenté comme réalisé par le réalisateur fictif Elio Montesti (un nom composé des noms des véritables auteurs : Elio pour Petri, Mont pour Montaldo et Esti pour Questi). Plus tard, en 1965, il s'essaie, toujours avec Mastroianni, à la science-fiction avec La Dixième Victime, inspirée d'une histoire de Robert Sheckley, un auteur américain reconnu dans le genre fantastique.
À ce moment-là, les difficultés avec les grands producteurs le poussent à travailler avec des producteurs débutants, comme dans le cas de À chacun son dû (1967), d'après un récit de Leonardo Sciascia et mettant en vedette Gian Maria Volonté, Irène Papas et Gabriele Ferzetti. Dans ce film se dessine clairement une propension au cinéma d'engagement civil (ou cinéma politique), qui s'inspire du néoréalisme tout en s'en distanciant.

« Le néoréalisme s’il n’est pas entendu comme large besoin de recherche et d’enquête, mais comme véritable tendance poétique, ne nous intéresse plus. La lugubre Italie née des compromis de l’après-guerre ne peut plus être abordée avec la candeur implicitement chrétienne du néoréalisme : des histoires et des images plus pertinentes aux lacérations morales que la Restauration capitaliste - accomplie sur des nouvelles bases pour le pays – a accompli dans les consciences. Il faut faire face aux mythes modernes, aux incohérences, avec la corruption, avec des exemples magnifiques d'héroïsmes inutiles, avec les sursauts de la morale : il faut savoir et pouvoir représenter tout cela. »

— Elio Petri
Suivent le film Un coin tranquille à la campagne (1968), une allégorie sous la forme d'un giallo sur le rôle de l'artiste dans la société contemporaine inspirée du court roman The Beckoning Fair One d'Oliver Onions (en), et un épisode du film militant Documenti su Giuseppe Pinelli (1970), exemple singulier du cinéma d'engagement civil.

### La «trilogie des névroses»
La même année (1970), Petri signe son film le plus connu, Enquête sur un citoyen au-dessus de tout soupçon. Il constitue le premier chapitre de ce qu'on appelle la « trilogia della nevrosi » (litt. « trilogie des névroses ») en explorant « la névrose du pouvoir », le sentiment de toute-puissance que confère le pouvoir. Le film met en scène Gian Maria Volonté dans le rôle d'un commissaire de police qui assassine sa maîtresse (Florinda Bolkan) et qui avoue ensuite son crime, mais n'est malgré tout pas puni par ses collègues plus soucieux de défendre la réputation de l'institution policière. Le film a reçu un accueil très favorable du public et a remporté l'Oscar du meilleur film en langue étrangère l'année suivante. Selon l'historien du cinéma Jean A. Gili, spécialiste du cinéma italien, Petri s'impose comme l'un des « analystes les plus lucides et les plus désespérés de la schizophrénie contemporaine ».

« Je voulais faire un film contre la police. La police de la République italienne, dans les 25 ans qui ont suivi la chute du fascisme, a perpétré sur les routes et sur les places des dizaines et des dizaines de condamnations sommaires contre des masses sans défense d'ouvriers et de paysans seulement coupables de lutter contre la misère et l'injustice. Aucun policier n'a jamais payé pour tous ces morts. Il y avait en moi, et il y a encore une haine profonde pour les mandants de la classe dominante, et aussi pour les exécuteurs de ces assassinats. »

— Elio Petri
Les deux autres chapitres de la trilogie de la névrose sont La classe ouvrière va au paradis (1971), satire corrosive de la vie à l'usine (« névrose du travail »), avec lequel il obtient en 1972 (ex aequo avec L'Affaire Mattei de Francesco Rosi, avec Volonté) la Palme d'or à Cannes, suivi de La propriété, c'est plus le vol (1973), avec Ugo Tognazzi et Flavio Bucci, qui est une élaboration extravagante du rôle néfaste de la propriété et de l'argent (« névrose de l'argent »).
Elio Petri fait deux apparitions dans ses films : dans Enquête sur un citoyen au-dessus de tout soupçon, on le voit brièvement assis parmi ceux qui assistent au discours d'investiture du commissaire à la tête du bureau politique ; dans Le mani sporche, on l'aperçoit dans la première partie du scénario dans le rôle d'un des participants à une réunion du parti.

### Todo modo
En 1976, Petri a porté à l'écran un autre roman éponyme de Sciascia, Todo modo, qui illustre la déchéance grotesque d'une classe dirigeante en mettant en scène une réunion de la direction de la Démocratie chrétienne dans un hôtel pour des exercices spirituels. C'est un film très à charge, dans la veine du film cubain La Dernière Cène de Tomás Gutiérrez Alea sorti la même année. Les protagonistes sont interprétés par Gian Maria Volonté, Marcello Mastroianni et Mariangela Melato et la musique est composée par Ennio Morricone.

« Dans la dernière partie de ma vie, j’ai fait des films déplaisants. Mais oui des films déplaisants dans une société qui en fait ne demande que des choses agréables pour tout, aussi bien si l’engagement est agréable et ne dérange personne on l’accepte. Sinon non. Au contraire mes films outrepassent le désagréable. Dans Todo modo, c’est décidemment très déplaisant, et très pessimiste. J’ai choisi de tourner Todo modo pour la scène du Rosaire. »

— Elio Petri

### Les dernières œuvres
Deux ans plus tard (1978), il réalise, pour la Rai, l'adaptation télévisée (en trois parties) de la pièce Les Mains sales de Jean-Paul Sartre, Le mani sporche, avec Marcello Mastroianni et Giovanni Visentin dans les rôles principaux.
Le film suivant, Les Bonnes Nouvelles (1979), avec Giancarlo Giannini et Ángela Molina dans les rôles principaux, est placé sous le signe d'un pessimisme incurable imprégné de penchants métaphysiques. En 1980 (après une tentative ratée trois ans plus tôt de mettre en scène l'Amphitryon de Plaute) Petri a fait ses débuts au théâtre en mettant en scène L'Horloge américaine (en), une pièce du dramaturge américain Arthur Miller. La première a eu lieu à Sanremo et comptait l'acteur Lino Capolicchio parmi les interprètes.
En 1982, Petri est sur le point de tourner Chi illumina la grande notte avec Mastroianni, mais il meurt à Rome le 10 novembre 1982 des suites d'un cancer, sans avoir pu commencer le tournage du film. Il est inhumé au cimetière communal monumental de Campo Verano de Rome, à côté de la tombe où repose son père.

## Filmographie

### Réalisateur et scénariste

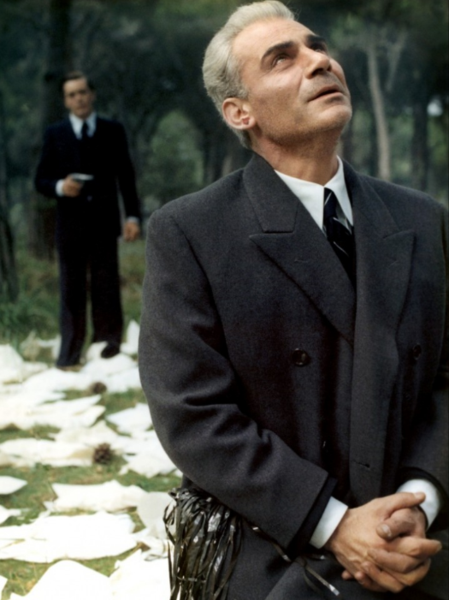
Gian Maria Volonté dans Todo modo (1977).

- 1954 : Nasce un campione (court métrage documentaire)
- 1957 : I sette contadini (court métrage documentaire)
- 1961 : L'Assassin (L'assassino)
- 1962 : Les Jours comptés (I giorni contati)
- 1963 : Il maestro di Vigevano
- 1964 : Nudi per vivere (documentaire)
- 1964 : Haute Infidélité (Alta infedeltà) - segment Peccato nel pomeriggio
- 1965 : La Dixième Victime (La decima vittima)
- 1967 : À chacun son dû (A ciascuno il suo)
- 1969 : Un coin tranquille à la campagne (Un tranquillo posto di campagna)
- 1970 : Enquête sur un citoyen au-dessus de tout soupçon (Indagine su un cittadino al di sopra di ogni sospetto)
- 1970 : Documenti su Giuseppe Pinelli, coréalisé avec Nelo Risi
- 1971 : La classe ouvrière va au paradis (La classe operaia va in paradiso)
- 1973 : La propriété, c'est plus le vol (La proprietà non è più un furto)
- 1977 : Todo modo
- 1978 : Le mani sporche (téléfilm)
- 1979 : Les Bonnes Nouvelles (Buone notizie)

### Scénariste
- 1953 : La Fille sans homme (Un marito per Anna Zaccheo) de Giuseppe De Santis
- 1954 : Femmes damnées (Donne proibite) de Giuseppe Amato
- 1954 : Jours d'amour (Giorni d'amore) de Giuseppe De Santis
- 1955 : Quando tramonta il sole (it) de Guido Brignone
- 1956 : Hommes et Loups (Uomini e lupi) de Giuseppe De Santis
- 1958 : Un morceau de ciel (Un ettaro di cielo) d'Aglauco Casadio
- 1958 : La strada lunga un anno de Giuseppe De Santis
- 1959 : Le notti dei teddy boys (it) de Leopoldo Savona
- 1959 : Train sans horaire (Vlak bez voznog reda) de Veljko Bulajić
- 1960 : L'impiegato de Gianni Puccini
- 1960 : Vent du sud (Vento del sud) d'Enzo Provenzale
- 1960 : Flagrant Délit (La garçonnière) de Giuseppe De Santis
- 1963 : Les Monstres (I mostri) de Dino Risi

### Producteur
- 1979 : Les Bonnes Nouvelles (Buone notizie)

### Monteur
- 1964 : Nudi per vivere (documentaire)

### Assistant-réalisateur
- 1952 : Onze heures sonnaient (Roma ore 11) de Giuseppe De Santis
- 1953 : La Fille sans homme (Un marito per Anna Zaccheo) de Giuseppe De Santis
- 1954 : Jours d'amour (Giorni d'amore) de Giuseppe De Santis
- 1960 : L'impiegato de Gianni Puccini

### Acteur
- 1960 : L'impiegato de Gianni Puccini : L'homme près du kiosque
- 1970 : Enquête sur un citoyen au-dessus de tout soupçon (Indagine su un cittadino al di sopra di ogni sospetto) : L'agent de police endormi pendant le discours du Docteur
- 1973 : La propriété, c'est plus le vol (La proprietà non è più un furto) : Le client à la banque
- 1978 : Le mani sporche (téléfilm) : Un fêtard

## Distinctions
- 1970 : Grand prix spécial du jury du festival de Cannes pour Enquête sur un citoyen au-dessus de tout soupçon
- 1970 : David di Donatello du meilleur film pour Enquête sur un citoyen au-dessus de tout soupçon
- 1970 : Prix Edgar-Allan-Poe du meilleur scénario pour Enquête sur un citoyen au-dessus de tout soupçon
- 1971 : Oscar du meilleur film en langue étrangère pour Enquête sur un citoyen au-dessus de tout soupçon
- 1972 : Palme d'or pour La classe ouvrière va au paradis
- 1970 : David di Donatello du meilleur film pour La classe ouvrière va au paradis

## Publications
- Roma ore 11 (Rome & Milan : Sellerio Editore Palermo, 1956; 2004).
- L’assassino (Milan : Zibetti, 1962). Avec Tonino Guerra.
- Indagine su un cittadino al di sopra ogni sospetto (Rome : Tindalo, 1970). Avec Ugo Pirro.
- La proprietà non è più un furto (Milan : Bompiani, 1973). Avec Ugo Pirro.
- Scritti di cinema e di vita, éd. par Jean A. Gili (Rome : Bulzoni Editore, 2007).
- Writings On Cinema & Life (New York : Contra Mundum Press, 2013). Éd. par Jean A. Gili

## Hommages
- En 2005, le documentaire Elio Petri. Appunti su un autore de Federico Bacci, Nicola Guarneri et Stefano Leone, présenté aux Giornate degli Autori de la Mostra de Venise la même année.
- En 2019, l'année du 90e anniversaire de sa naissance, un prix cinématographique porte le nom de Petri, dans le cadre du Festival del cinema di Porretta Terme (it), dans la petite ville des Apennins bolonais où le réalisateur a présenté en 1971 la première mondiale de La classe ouvrière va au paradis, en compagnie de Gian Maria Volonté, lors de la Mostra internazionale del cinema libero (it) de l'époque[19]. Le lancement de cette nouvelle initiative a eu lieu lors de l'édition de la Mostra de Venise de la même année. L'annonce s'est faite lors d'une conférence de presse à laquelle a assisté Paola Petri, alors qu'étaient présentés les films finalistes sélectionnés par le jury présidé par Walter Veltroni et composé de Stefano Della Casa, David Grieco, Giacomo Manzoli, Giuliano Montaldo, Alfredo Rossi et Paola Petri[20],[21],[22].